# Pierre-Ambroise Bosse

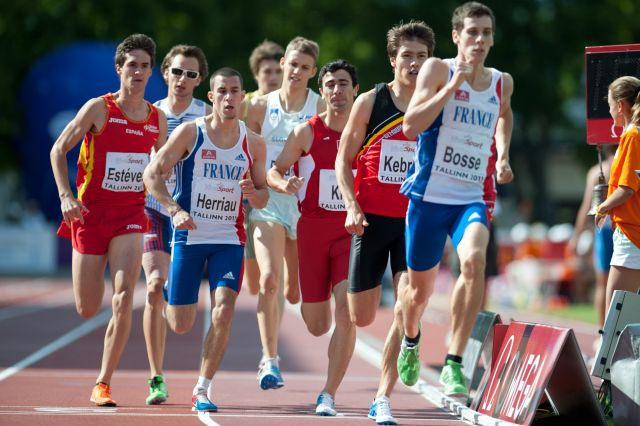
Bosse op kop bij de finale van de EJK van 2011 in Tallinn.

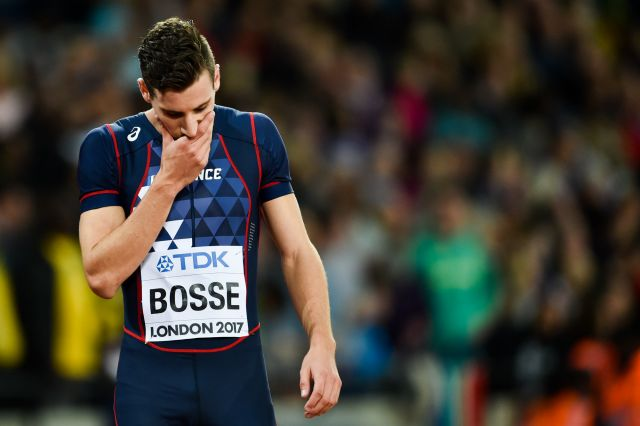
Pierre-Ambroise Bosse tijdens de WK van 2017 in Londen.

Pierre-Ambroise Bossé (Nantes, 11 mei 1992), vaak gespeld als Pierre-Ambroise Bosse is een Franse atleet gespecialiseerd in de 800 meter. Het belangrijkste wapenfeit van Bosse is een gouden medaille bij de wereldkampioenschappen van 2017. Daarnaast heeft hij in meerdere finales gestaan van internationale toernooien en is hij de Europese recordhouder op de incourante 600 meter. Hij nam tweemaal deel aan de Olympische Spelen en bereikte bij die gelegenheden eenmaal de finale.

## Biografie

### Jeugd
Bosse bracht zijn jeugd door in Arcachon. Op zijn zevende begon hij met atletiek bij de atletiekvereniging UA Gujan-Mestras, waar hij de rest van zijn atletiekloopbaan lid bij bleef. Naast atletiek deed Bosse ook aan triatlon. Het eerste internationale atletiektoernooi waar Bosse aan deelnam was het Europees Jeugd Olympisch Festival van 2009. Hij werd hier zevende op de 1500 m. In 2010 deed de Fransman mee aan de wereldkampioenschappen voor junioren in Moncton, waar Bosse achtste werd in de finale van de 800 m. In het laatste juniorenjaar van Bosse, veroverde hij zijn eerste internationale titel, door de Europese kampioenschappen voor junioren te winnen in een tijd van 1.47,14.

### Stap naar senioren
Bosse brak door op het internationale seniorenniveau in 2012. Hij liep dat jaar voor het eerst onder de 1.45 (1.44,97). Bovendien verraste hij bij de Europese kampioenschappen van Helsinki, waar hij een bronzen medaille veroverde. Ook deed hij dat jaar mee aan de Olympische Spelen van Londen. Hij bereikte hier de halve finale. Hij eindigde als vierde in zijn serie, wat niet voldoende was voor plaatsing in de finale.
In 2013 verbeterde Bosse zich verder. Hij bracht zijn persoonlijke record bij de Herculis wedstrijd tot 1.43,76. Ook won hij de 800 meter bij de Europese kampioenschappen voor neo-senioren. Bij de wereldkampioenschappen in Moskou wist hij de finale te bereiken, waar hij als zevende eindigde. Bosse sloeg door een kleine trainingsachterstand het grootste gedeelte van het indoorseizoen van 2014 over, wat zich uitbetaalde tijdens het outdoorseizoen. Bosse verbeterde zijn persoonlijke besttijd, net zoals in het voorgaande jaar, bij de Herculis wedstrijd. Hij liep daar 1.42,53, waarmee hij het nationale record van Mehdi Baala verbeterde. De tijd was slechts 0,06 seconden boven het Europese record voor neo-senioren. Mede door deze prestatie ging Bosse als een van de titelfavorieten naar de EK van 2014 in Zürich. In de finale ging het echter mis. Op 600 meter liep hij kop, maar hij werd in de laatste 200 meter door al zijn tegenstanders ingehaald, waardoor hij genoegen moest nemen met een achtste plek.

### Europees record
Het outdoorseizoen van 2015 liep minder voorspoedig dan dat van 2014: hij liep niet sneller dan 1.43,88, gelopen bij de Adidas Grand Prix. Desondanks wist hij beter te presteren bij het belangrijkste toernooi van het jaar dan voorgaande jaren. Hij wist de finale te bereiken bij de WK van 2015 in een tijd van 1.46,63.
Op 5 juni 2016 verbeterde Bosse in het kielzog van David Rudisha het Europese record op de incourante 600 meter tijdens de Birmingham Grand Prix. Hij liep een tijd van 1.13,21. Een maand later bij de EK van Amsterdam miste Bosse het podium: hij eindigde als vijfde in een tijd van 1.45,79.

### Wereldkampioen
In 2017 werd Bosse door een blessure gedwongen om zijn seizoenstart uit te stellen tot halverwege het jaar. Op 1 juli maakte hij zijn rentree tijdens de Meeting de Paris, waar hij op de 800 m zevende werd in 1.45,71, net boven de vereiste kwalificatienorm van 1.45, 60 voor de WK in Londen. De Franse kampioenschappen in Marseille liet hij vervolgens schieten in verband met hamstringproblemen, maar bij de Herculis meeting in Monaco greep hij zijn kans en liet hij 1.44,72 voor zich klokken.
Op de WK in Londen drong Bosse, na een tweede plaats in zijn serie van de 800 m, in de halve finale als een van de tijdsnelste verliezers door tot de finale. Hierin verraste hij vriend en vijand door op 300 meter voor de finish een versnelling te plaatsen die al zijn concurrenten te machtig bleek. Met 1.44,67 veroverde hij de wereldtitel voor de Pool Adam Kszczot (zilver in 1.44,95) en de Keniaan Kipyegon Bett (brons in 1.45,21), twee van de favorieten voor de eindzege. Het was de elfde gouden medaille van het toernooi voor Frankrijk.

### Gewond na overval
In de nacht van zaterdag 26 op zondag 27 augustus 2017 werd Pierre-Ambroise Bosse op een parkeerplaats van zijn woonplaats Gujan-Mestras door drie personen aangevallen, waarbij hij fracturen in zijn gezicht opliep en achttien dagen doorbracht op de intensive care van een ziekenhuis. Het betekende in één klap het einde van zijn seizoen.

## Titels
- Wereldkampioen 800 m - 2017
- Europees kampioen U23 800 m - 2013
- Europees juniorenkampioen 800 m - 2011
- Frans kampioen 800 m - 2012, 2014, 2015, 2018, 2019

## Persoonlijke records
Outdoor
| Onderdeel | Prestatie       | Datum             | Plaats            |
| --------- | --------------- | ----------------- | ----------------- |
| 400 m     | 47,54           | 13 september 2016 | Marseille         |
| 600 m     | 1.13,21 (ER)    | 5 juni 2016       | Birmingham        |
| 800 m     | 1.42,53 (ex-NR) | 18 juli 2014      | Monaco            |
| 1000 m    | 2.15,31         | 17 juni 2014      | Ostrava           |
| 1500 m    | 3.54,81         | 14 juni 2009      | Saint-Jean-de-Luz |

Indoor
| Onderdeel | Prestatie    | Datum            | Plaats   |
| --------- | ------------ | ---------------- | -------- |
| 600 m     | 1.15,63 (NR) | 3 februari 2013  | Moskou   |
| 800 m     | 1.45,95      | 24 februari 2021 | Madrid   |
| 1000 m    | 2.17,63      | 15 februari 2014 | New York |

## Prestatieontwikkeling
| Jaar | 800 m   |
| ---- | ------- |
| 2007 | 2.02,81 |
| 2008 | 1.56,05 |
| 2009 | 1.52,52 |
| 2010 | 1.48,38 |
| 2011 | 1.46,18 |
| 2012 | 1.44,97 |
| 2013 | 1.43,76 |
| 2014 | 1.42,53 |
| 2015 | 1.43,88 |
| 2016 | 1.43,88 |
| 2017 | 1.44,67 |
| 2018 | 1.44,20 |
| 2019 | 1.45,07 |

## Palmares

### 800 m
Kampioenschappen
- 2010: 8e WK U20 - 1.53,52
- 2011:  EK U20 - 1.47,14
- 2012:  EK - 1.48,83
- 2012: 4e in ½ fin. OS - 1.45,10
- 2013:  EK U23 - 1.45,79
- 2013: 7e WK - 1.44,79
- 2014: 8e EK - 1.46,55
- 2015: 5e WK - 1.46,63
- 2016: 5e EK - 1.45,79
- 2016: 4e OS - 1.43,41
- 2017:  WK - 1.44,67
- 2018:  EK - 1.45,30
- 2019: 7e in ½ fin. WK - 1.47,60 (in serie 1.46,14)
- 2021: 6e EK indoor - 1.50,13 (in ½ fin. 1.47,86)

### 1500 m
- 2009: 7e Europees Jeugd Olympisch Festival - 4.03,44

### Diamond League-podiumplekken
- 2013:  800 m Golden Gala – 1.43,91
- 2013:  800 m Athletissima – 1.44,11
- 2013:  800 m Herculis – 1.43,76
- 2014:  800 m Herculis – 1.42,53 (NR)
- 2015:  800 m Adidas Grand Prix – 1.43,88
- 2016:  800 m Meeting International Mohammed VI d'Athlétisme de Rabat – 1.44,51
- 2016:  600 m Birmingham Grand Prix – 1.13,21 (ER)
- 2016:  800 m DN Galan – 1.45,23
- 2016:  800 m London Grand Prix – 1.43,88

1983 Willi Wülbeck ·
1987 Billy Konchellah ·
1991 Billy Konchellah ·
1993 Paul Ruto ·
1995 Wilson Kipketer ·
1997 Wilson Kipketer ·
1999 Wilson Kipketer ·
2001 André Bucher ·
2003 Djabir Saïd-Guerni ·
2005 Rashid Ramzi ·
2007 Alfred Kirwa Yego ·
2009 Mbulaeni Mulaudzi ·
2011 David Rudisha ·
2013 Mohammed Aman · 
2015 David Rudisha · 
2017 Pierre-Ambroise Bosse · 
2019 Donavan Brazier · 
2022 Emmanuel Korir · 
2023 Marco Arop